# زنبق سدری
زنبق سدری (نام علمی: Iris cedreti) نام یک گونه از سرده زنبق است.